# Кандела (муніципалітет)
Кандела (італ. Candela) — муніципалітет в Італії, у регіоні Апулія, провінція Фоджа.
Кандела розташована на відстані близько 270 км на схід від Рима, 115 км на захід від Барі, 38 км на південь від Фоджі.
Населення — 2674 особи (2014).
Покровитель — Святий Климент (San Clemente).

## Демографія
Населення за роками:

Станом на 1 січня 2023 року в муніципалітеті офіційно проживало 205 іноземців з 26 країн, серед них 87 громадян країн Євросоюзу та 21 громадянин України.

## Сусідні муніципалітети
- Асколі-Сатріано
- Делічето
- Мельфі
- Роккетта-Сант'Антоніо
- Сант'Агата-ді-Пулья